# Prastio Awdimu
Prastio Awdimu (gr. Πραστιό Αυδήμου)  – wieś w Republice Cypryjskiej, w dystrykcie Limassol. W 2011 roku liczyła 245 mieszkańców.